# Model aktancjelowy
Model aktancjelowy (fr. modèle actanciel; od actant: sprawca, osoba działająca, grająca) – model kategoryzacji opowieści (récit) zaproponowany przez strukturalistę A. J. Greimasa jako rozwinięcie modelu analizy bajek Proppa. 
Według klasyfikacji Greimasa, model aktancjelowy jest jedną z dwóch struktur dzieła, obok modelu funkcjonalnego. Definiuje on opowieść jako poszukiwanie mające na celu usatysfakcjonować pewien brak, gdzie postaci (actants, grający) grają sześć ról, nadawcy (destinateur) – odbiorcy (destinataire), podmiotu-bohatera (sujet-héros) – przedmiotu (objet), oponenta (opposant) – postaci pobocznej (adjuvant). Pary tworzone przez te kategorie definiuja się wzajemnie poprzez elementy przeciwstawne. 